# Amoeba's Secret
 (octobre 2017).
Si vous disposez d'ouvrages ou d'articles de référence ou si vous connaissez des sites web de qualité traitant du thème abordé ici, merci de compléter l'article en donnant les références utiles à sa vérifiabilité et en les liant à la section « Notes et références ».
Albums de Paul McCartney
Memory Almost Full
(2007) Electric Arguments
(The Fireman)
(2008)
Amoeba's Secret est un EP en concert du musicien, auteur-compositeur et chanteur britannique Paul McCartney, paru en édition limitée en novembre 2007 en vinyle et en janvier 2009 en CD et support numérique.

## Présentation
La prestation de McCartney est enregistrée lors d'un concert intimiste au Amoeba Music Store (en) de Hollywood, le 27 juin 2007.
La faible résolution de l'artwork de couverture est intentionnelle, de sorte que l'EP ressemble à un enregistrement bootleg. L'arrière de la pochette comporte une grille de jeu de mots cachés dont les lettres, une fois découvertes, délivrent des détails de l'enregistrement.

### Classement et nominations
Malgré une promotion relativement faible, Amoeba's Secret atteint la 119e place du classement américain des albums Billboard 200.
Deux des titres de cet EP sont nominés lors de la 51e cérémonie des Grammy Awards (2008) qui s'est déroulée le 8 février 2009 au Staples Center à Los Angeles, That Was Me pour la « meilleure performance vocale pop masculine » et I Saw Her Standing There pour la « meilleure performance vocale rock solo ». Cependant, aucune de ces chansons ne gagne, s'inclinant devant celles de John Mayer (respectivement Say et Gravity). Durant la cérémonie, McCartney interprète I Saw Her Standing There accompagné de Dave Grohl à la batterie.

### Live in Los AngelesetAmoeba Gig
Les 4 morceaux d'Amoeba's Secret sont réédités en janvier 2010 dans l'album live Paul McCartney Live in Los Angeles parmi huit autres titres enregistrés lors de cette même performance.
Le 16 novembre 2012, le site web de Paul McCartney publie une version étendue de la prestation à l'Amoeba intitulée Live in Los Angeles - The Extended Set, elle est gratuite pour les membres "premium" du site et bénéficie de 2 titres supplémentaires par rapport à l'édition précédente de 2010.
Le 14 juillet 2019, le  concert complet sera publié sur l'album Amoeba Gig.

## Liste des titres
|       | Face A                   |                         |      |
| A1.   | Only Mama Knows          | Paul McCartney          | 3:48 |
| A2.   | C Moon                   | Paul et Linda McCartney | 3:18 |
|       | Face B                   |                         |      |
| B1.   | That Was Me              | Paul McCartney          | 3:03 |
| B2.   | I Saw Her Standing There | Lennon/McCartney        | 3:25 |
| 13:34 |                          |                         |      |

## Membres du groupe
- Paul McCartney : chant, basse, guitare acoustique, piano
- Rusty Anderson : guitare solo et rythmique
- Brian Ray : guitare rythmique, basse
- David Arch : claviers
- Abe Laboriel Jr. : batterie